# Sa dernière chance
Pour plus de détails, voir Fiche technique et Distribution.
Sa dernière chance (This Is My Affair) est un film américain réalisé par William A. Seiter, sorti en 1937.

## Synopsis
En 1901, le président William McKinley est soumis à une forte pression de la part de son entourage, y compris de l'examinateur des banques américaines Henry Maxwell, pour qu'il fasse quelque chose au sujet d'une bande de braqueurs de banque que personne n'a pu jusqu'à présent traduire en justice. Il décide alors d'envoyer dans le plus grand secret le lieutenant de la marine américaine Richard L. Perry sous couverture et sans en avertir personne, pas même les services secrets.
Richard, sous le pseudonyme de Joe Patrick, fait ainsi des avances à la chanteuse Lil Duryea car le demi-frère de cette dernière, Batiste, est non seulement le propriétaire du casino de Saint Paul où elle se produit mais il est aussi l'un des chefs de la bande. Lili se prend d'affection pour Joe, mais comme Ramsay, l'imposant bras droit de Batiste, la considère comme sa petite amie, elle essaie de l'ignorer. Joe ne se laisse pas pour autant décourager et la persuade bientôt de sortir avec lui lorsque Batiste et Ramsay quittent la ville pour un de leurs braquages.
Lorsque Batiste apprend que Lili aime Joe et qu'il est convaincu qu'il est lui-même un braqueur de banque, il invite Joe à rejoindre sa bande. Plus tard, Lili essaie de convaincre Joe de s'enfuir avec elle, ce qu'il accepte en écrivant même une lettre de démission adressée au président mais change d'avis. Il n'a pas encore appris l'identité du cerveau qui se cache derrière toute cette affaire. En conséquence, Lili rompt avec lui.
Joe informe le président du prochain braquage, espérant que lorsqu'ils seront pris, il pourra découvrir le nom du patron. Batiste est tué et Ramsay est blessé lorsqu'ils se battent. En prison, Joe travaille sur Ramsay, le poussant finalement à révéler que l'examinateur de banque est le cerveau. Cependant, William McKinley est assassiné avant de recevoir sa lettre et personne ne croit son histoire. Lui et Ramsay sont condamnés à mort.
Lorsque Lili lui rend visite en prison, il lui avoue tout et la supplie d'aller voir l'amiral George Dewey. Amère qu'il lui ait menti et ait fait tuer son demi-frère, Lili refuse, mais à l'approche des exécutions, elle se précipite chez George. Ensemble, ils vont voir le nouveau président, Theodore Roosevelt. Ce dernier ne la croit pas jusqu'à ce qu'un fonctionnaire se souvienne enfin que McKinley lui a donné l'ordre de lire un document secret au cas où il recevrait une lettre portant un certain symbole et qu'il ne serait pas disponible. Convaincu, Roosevelt téléphone juste après l'exécution de Ramsay et avant celle de Joe. Par la suite, Joe et Lili sont réunis.

## Fiche technique
- Titre : Sa dernière chance
- Titre original : This Is My Affair
- Réalisation : William A. Seiter
- Scénario : Allen Rivkin (en) et Lamar Trotti d'après le roman The McKinley Case de Darryl F. Zanuck
- Production : Darryl F. Zanuck et Kenneth Macgowan (producteur associé)
- Société de production et de distribution : 20th Century Fox
- Photographie : Robert H. Planck
- montage : Allen McNeil
- Musique : Arthur Lange et Charles Maxwell (non crédités)
- Costumes : Royer
- Direction artistique : Rudolph Sternad (en)
- Décors : Thomas Little
- Chorégraphe : Jack Haskell (de)
- Pays d'origine : États-Unis
- Format : Noir et blanc - 35 mm - 1,37:1 - Son : Mono (Western Electric Mirrophonic Recording)
- Genre : Film policier
- Durée : 100 minutes
- Dates de sortie :
  - États-Unis : 27 mai 1937 (New York)
  - États-Unis : 28 mai 1937 (sortie nationale)
  - France : 8 septembre 1937

## Distribution
- Robert Taylor : Lt. Richard L. Perry
- Barbara Stanwyck : Lil Duryea
- Victor McLaglen : Jock Ramsay
- Brian Donlevy : Batiste 'Bat' Duryea
- Sidney Blackmer : Le président Theodore Roosevelt
- John Carradine : Ed
- Alan Dinehart : Doc Keller
- Douglas Fowley : Alec
- Robert McWade : Amiral Dewey
- Frank Conroy : Président William McKinley
- Sig Ruman : Gus
- Marjorie Weaver : Miss Blackburn
- DeWitt Jennings : Bradley Wallace
- Willard Robertson : George Andrews
- Joseph Crehan : Le prêtre
- J. C. Nugent : Ernie
- Douglas Wood : Henry Maxwell
- Mary Young : La douairière
- John Hamilton : Le directeur de la prison
- Davison Clark : Tim

Acteurs non crédités
- Lynn Bari : Une invitée
- Lon Chaney Jr. : Un policier
- Tom London : Un admirateur de Lil
- George Reed : Un gardien au Capitole